# Música renascentista

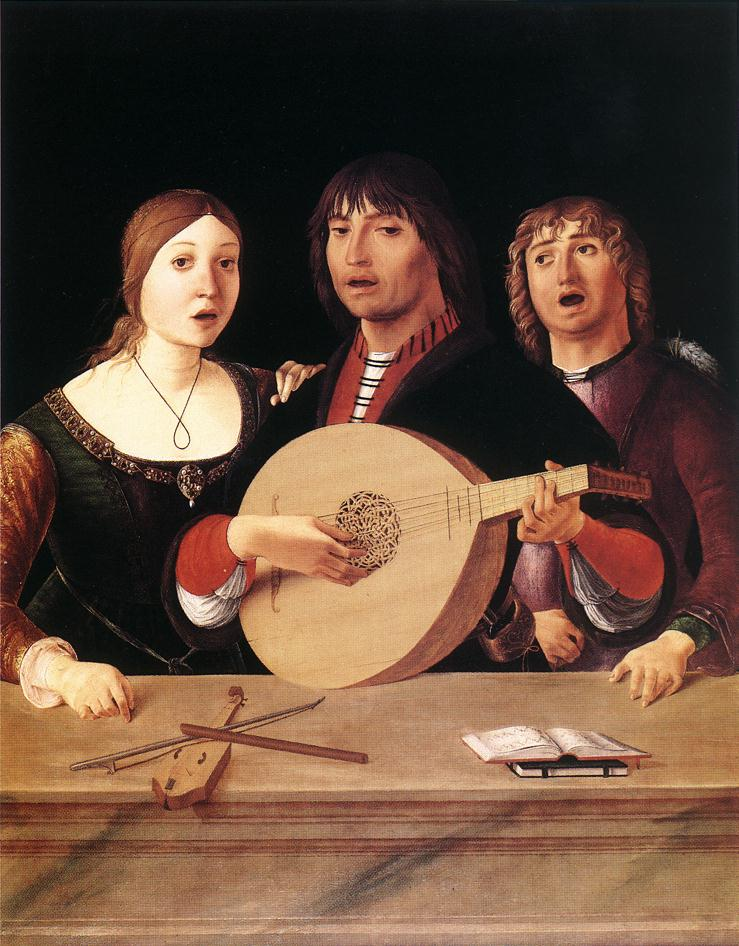
Músicos renascentistas em pintura de Lorenzo Costa, c. 1485-95.

Música renascentista refere-se à música europeia escrita durante a Renascença, o período que abrangeu, aproximadamente, os anos de 1400 a 1600. A definição do início do período renascentista é complexa devido à falta de mudanças abruptas no pensamento musical do século XV. Adicionalmente, o processo pelo qual a música adquiriu características renascentistas foi gradual, não havendo um consenso entre os musicólogos, que têm demarcado seu começo tão cedo quanto 1300 até tão tarde quanto 1470.

## Contexto e características
A música renascentista evoluiu a partir das bases da música medieval, e ao longo do período não se observam bruscas quebras de continuidade, mas sim uma prolongada e gradual transição de um predomínio absoluto da linha melódica horizontal, de ritmos livres, dependentes apenas da prosódia do texto, e desenvolvida sobre os modelos do canto gregoriano, em direção a novos parâmetros, marcados pela concepção da música em sucessivos acordes verticais encaixados dentro de compassos de ritmos invariáveis. Apesar de gradual, ao final do processo a mudança resultante é muito profunda. Assim, é impossível definir a música desta fase da história como um estilo unificado. A música sacra ainda é a mais prestigiada, mas a música profana ganha crescente valor, favorecida por uma classe burguesa empoderada e por cortes ricas que desejam música de entretenimento.
Assim como ocorreu nas outras artes do período, tornam-se comuns associações da música com valores humanistas e com a herança clássica, representada pela cultura da Grécia e Roma antigas. Há um sentimento de maior liberdade e um espírito de experimentação, testando os limites das regras e teorias. A invenção da imprensa possibilitou a circulação de tratados e partituras em uma escala nunca vista, contribuindo para a difusão de informação e a formação de uma linguagem musical relativamente homogênea por toda a Europa.

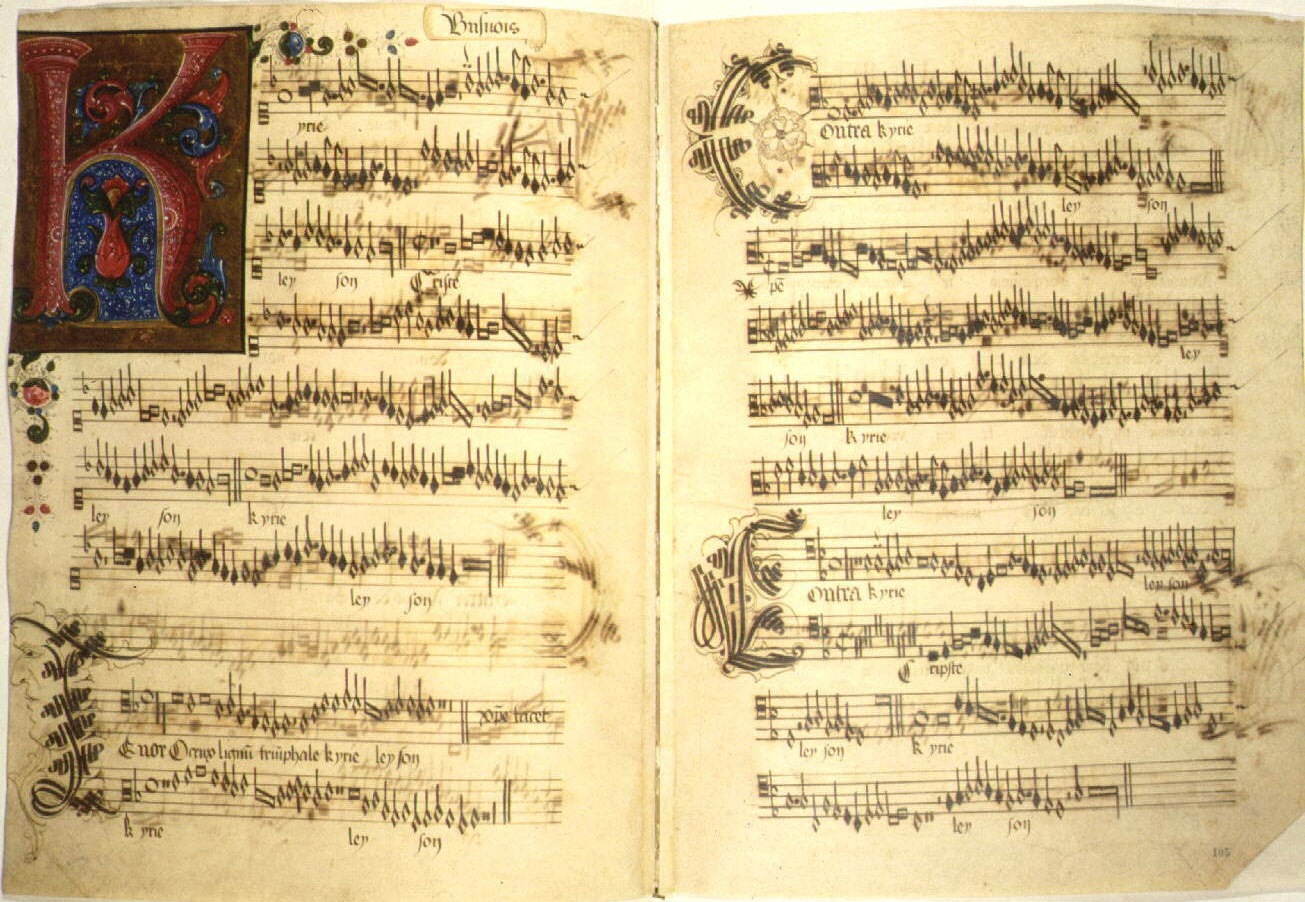
Trecho da missa O Crux Lignum de Antoine Busnois.

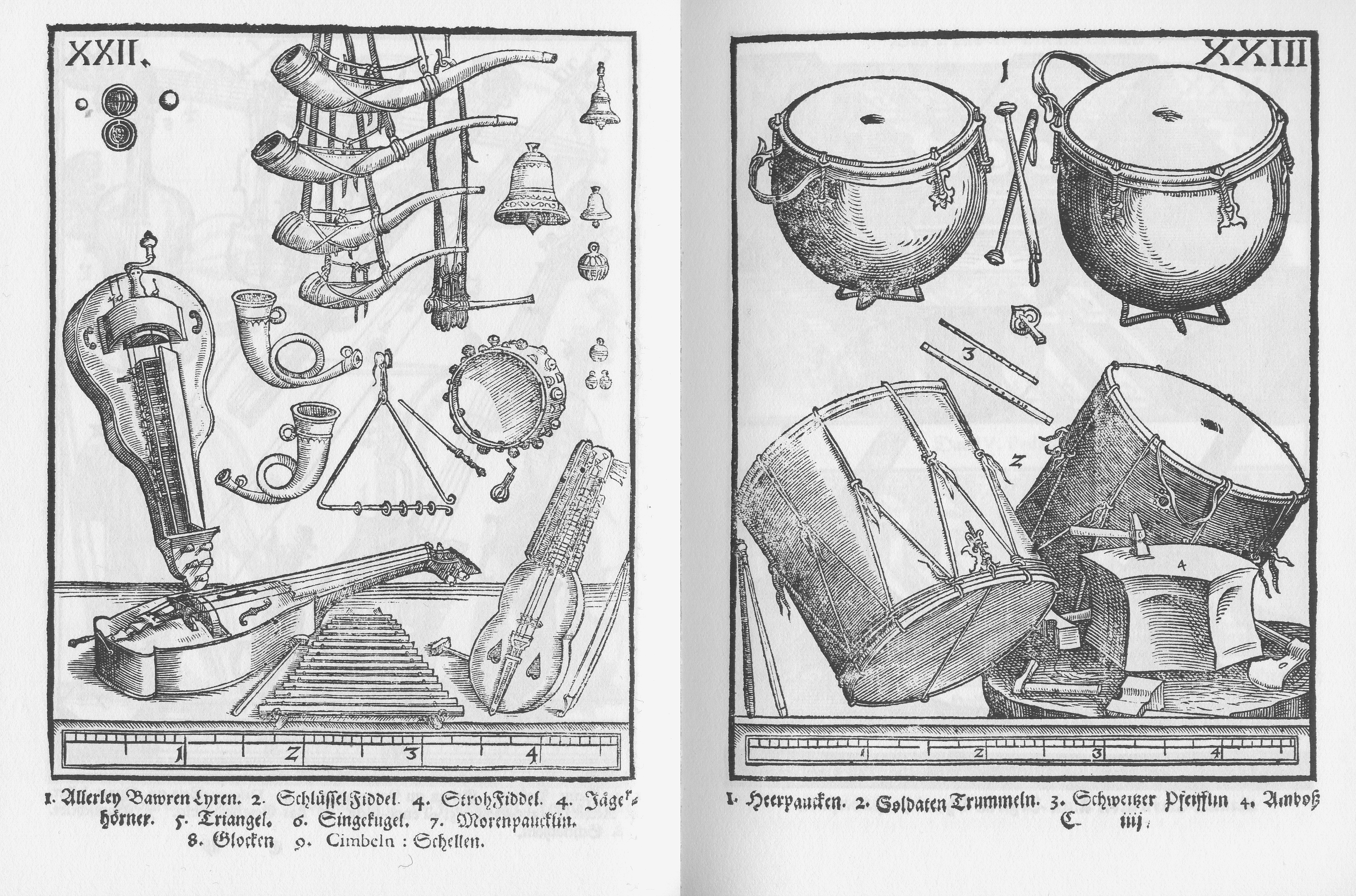
Instrumentos típicos do final da Renascença, ilustrados no tratado Syntagma Musicum de Michael Praetorius.

Apesar de haver uma perceptível tendência à formação de uma linguagem padronizada em seus fundamentos técnicos, as maneiras e estilos de aplicação dos conceitos básicos variaram muito, formando-se importantes escolas regionais, que trabalham tradições e gêneros específicos. O período inicia com o predomínio da escola inglesa, que introduz o conceito da terça como um intervalo consonante. Segue-lhe a escola da Borgonha, onde se favorece um lirismo renovado, atraindo músicos de toda a Europa. A primeira metade do século XVI é dominada pela escola franco-flamenga, liderada por Josquin des Prez, levando a polifonia a um novo patamar de sofisticação, multiplicando as vozes e explorando ritmos intrincados e texturas contrastantes, mas gradualmente a escola italiana se impõe, especialmente através de Giovanni da Palestrina, principal responsável por um movimento em direção à simplificação e clarificação da polifonia, onde os princípios clássicos de austeridade, racionalismo e equilíbrio encontram uma plena materialização.
As transformações se refletiram no instrumental, sendo modificado para sua sonoridade acompanhar uma nova sensibilidade. Muitos instrumentos novos apareceram. Ao longo desse período ocorre a dissolução do sistema modal e o surgimento do sistema tonal, lançando-se os princípios da harmonia moderna, baseada em uma hierarquia definida de sons, em novas noções sobre consonância, dissonância, eufonia e afinação, e nas progressões harmônicas. Também ocorre uma radical mudança no sistema de notação musical, que a aproxima da notação moderna; a melodia começa a se libertar do apego às linhas do canto gregoriano; as variedades rítmicas se multiplicam. A polifonia permanece como a principal base da composição, mas se organiza de maneira a obedecer às regras da harmonia vertical e as diferentes vozes são tratadas de maneira mais equilibrada.
As "formas fixas" da canção polifônica medieval cedem lugar a novas formas, como o madrigal, a frottola, a villanesca e o lied. A música instrumental começa a adquirir independência das concepções vocais e aparecem formas para instrumentos específicos, que exploram sua sonoridade e capacidades particulares, como as fantasias para violas da gamba, as danças para violino e as canzone da sonar para teclado. Alguns gêneros, como o rondeau e a basse danse, antes eminentemente vocais, se tornam quase exclusivamente instrumentais. Na música sacra aparece uma forma de grande importância, a missa cíclica, onde um fragmento de canto gregoriano serve como motivo para estruturar toda a composição. No final do período a harmonia tonal está bem consolidada e surge a técnica do baixo contínuo, que seria um dos fundamentos da música barroca. Também no final surgem os primeiros ensaios de canto solista com acompanhamento de baixo contínuo, que daria origem a um dos mais populares gêneros barrocos, a ópera.

## Exemplos
- Leonel Power, Ave Regina

- Gilles Binchois, Triste plaisir

- Guillaume_Dufay, Se la face ay pale

- Antoine Busnois, Quant ce vendra

- Josquin des Prez, Mille regretz

- Thomas Tallis, Lamentations I

- Pierre Attaignant, Galharda

- Andrea Gabrieli, Ricercar del Sesto Tuono

- Thoinot Arbeau, Basse danse

- Orlando de Lassus, Bonjour, mon coeur

- Claude Goudimel, Bonjour, mon coeur

- Ludwig Senfl, Ach Elslein

- Giovanni da Palestrina, Agnus Dei da Missa in Festis Apostolorum

- Orlando Gibbons, Out of the deep

## Linha do tempo
Esta é uma linha do tempo com os principais e mais influentes compositores renascentistas, separados por período e estética musical (algumas datas possuem valor aproximado).